# Einkaufskosten
Als Einkaufskosten werden in produzierenden Unternehmen die Kosten bezeichnet, die im Rahmen des Einkaufs von Gütern des Sekundär- und Tertiärbedarfs anfallen. In Abgrenzung dazu beziehen sich Bezugskosten auf den Einkauf von Gütern des Primärbedarfs, z. B. Handelsware. Neben den Einkaufskosten fallen Lagerkosten und Fehlmengenkosten an.
Einkaufskosten werden in unmittelbare und mittelbare Kosten unterteilt. Unmittelbare Einkaufskosten werden durch die zu beschaffende Anzahl an Gütern bestimmt und sind daher mengenabhängig. Die mittelbaren Kosten hängen von der Anzahl der Einkaufsvorgänge ab und werden als bestellfixe Kosten bezeichnet. Zu den unmittelbaren mengenabhängigen Einkaufskosten zählen z. B. Mindermengenaufschläge sowie Verpackungs- und Transportkosten. Bestellfixe Kosten fallen insbesondere bei der Koordination und Überwachung der Einkaufsvorgänge an. Auch Kosten für die Abwicklung von Teillieferungen oder die Lieferantensuche gehören zu den indirekten Einkaufskosten.